# ایهو
ایهو (به انگلیسی: Aiho) یک منطقهٔ مسکونی در هند است که در بنگال غربی واقع شده‌است.

## خصوصیات
ایهو ۵٬۴۰۷ نفر جمعیت دارد.